# Liste der Monuments historiques in Conzieu
Die Liste der Monuments historiques in Conzieu führt die Monuments historiques in der französischen Gemeinde Conzieu auf.

## Liste der Bauwerke
| Bezeichnung         | Beschreibung                  | Standort | Kennzeichnung | Schutzstatus | Datum | Bild           |
| ------------------- | ----------------------------- | -------- | ------------- | ------------ | ----- | -------------- |
| Kirche St-Sébastien | Erbaut ab dem 11. Jahrhundert | (Lage)   | PA00116385    | Classé       | 1908  | weitere Bilder |